# Volker Olenicak
Volker Olenicak (* 20. Mai 1966 in Brehna) ist ein deutscher Politiker (AfD). Er war von 2016 bis 2021 Abgeordneter des Landtags von Sachsen-Anhalt.

## Ausbildung und Beruf
Nach dem Besuch der Polytechnischen Oberschule absolvierte er ab 1984 eine Erstausbildung zum Baufacharbeiter, ab 1988 eine Umschulung zum Molkereifacharbeiter und ab 1994 eine weitere Umschulung zum Ver- und Entsorger. Er betreibt mehrere Telefonläden in der Bitterfelder Innenstadt.

## Politik
Bei der Landtagswahl in Sachsen-Anhalt 2016 zog Olenicak mit 33,4 Prozent der Erststimmen als Direktkandidat seiner Partei im Wahlkreis Bitterfeld (Wahlkreis 29) in den Landtag von Sachsen-Anhalt ein. Nach der Landtagswahl 2021 schied er wieder aus dem Landtag aus.
Volker Olenicak teilte auf seinem Facebookprofil wiederholt antisemitische, verschwörungstheoretische und rechtsextreme Inhalte und bezeichnete Angela Merkel als „zionistische US-Agentin“.
Im Jahr 2017 klagte Olenicak vor dem Landgericht Magdeburg gegen den Landesverband seiner Partei. Die Landesliste der AfD zur Bundestagswahl sei unrechtmäßig zustande gekommen und das parteiinterne Landesschiedsgericht hatte Anfechtungen hiergegen nicht bearbeitet. Das Landgericht entschied gegen Olenicak, da dieser nicht ausreichend Belege für mögliche Verstöße vorgelegt habe.
Olenicak war bei der Wahl am 6. Juni 2021 Bewerber für das Amt des Landrates von Anhalt-Bitterfeld, kam jedoch bei der Abstimmung nur auf Platz 2.

## Privates
Olenicak ist konfessionslos, ledig und hat drei Kinder. Er lebt in Friedersdorf.

## Veröffentlichung
- Martin Nejezchleba: „Das Blaue vom Himmel“ – Porträt des AfD-Kandidaten für das Amt als Landrat von Anhalt-Bitterfeld, Volker Olenicak, in: Die Zeit Nr. 23/2021, 2. Juni 2021, „Zeit im Osten“, S. 17